# Théline
49° 23′ 31″ N, 4° 40′ 03″ E

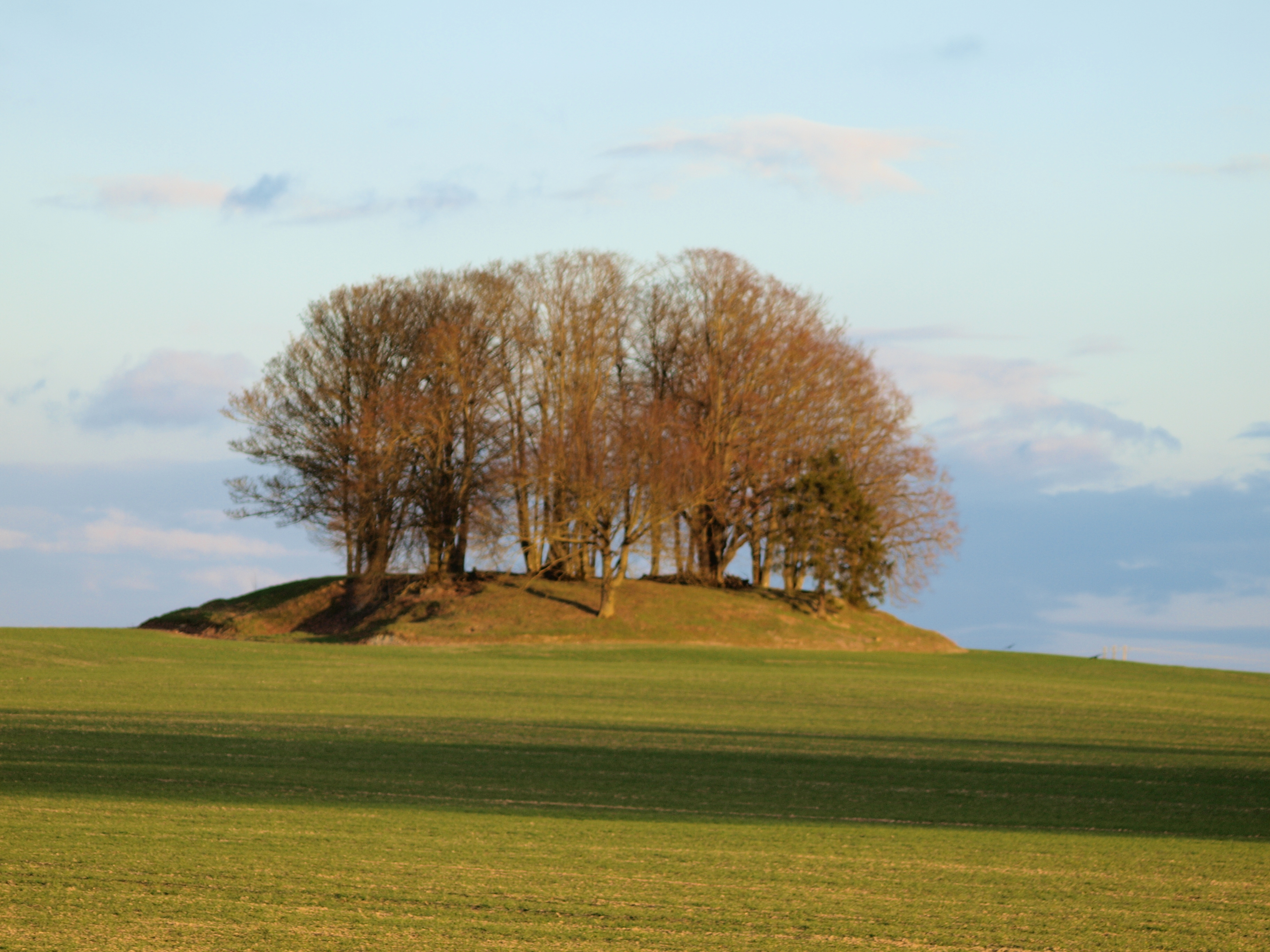
La motte médiévale de Théline en hiver.

Théline était un village, aujourd'hui disparu, sur la commune de Vouziers, à l'ouest de la ville. Il subsiste aujourd'hui un lieu connu sous le nom de « Butte médiévale de Théline », un tertre aplati avec quelques arbres, à l'emplacement de l'église.

## Historique
Des traces d'occupation antique ont été relevées dans des fouilles effectuées à la fin du XIXe siècle sur l'emplacement de ce village, dont une butte subsiste aujourd'hui : des pointes de flèche, des médailles romaines, etc.,,. Une église existait en ce lieu dès le XIIe siècle. Mentionné dans les archives du XIIe au XVIIe siècle,, le lieu et la communauté vivant sur place ont souffert des guerres du XVIe siècle. Une nouvelle église fut bâtie vers 1570. Le village fut détruit vers 1650. L'église subsista quelque temps, puis fut démolie en 1790, quelques vestiges étant translatés dans l'église de Blaise,,.

## Localisation
La butte est entre Vouziers et Bourcq, un peu au sud de la départementale menant à Reims, avant l'embranchement pour Mars-sous-Bourcq en venant de Vouziers.